# Une vie dans les marges
Une vie dans les marges (劇画漂流, Gekiga Hyōryū, littéralement « Le rescapé du gekiga ») est une bande dessinée autobiographique de Yoshihiro Tatsumi prépubliée dans le magazine japonais Mandarake Zenbu de 1995 à 2006 avant d'être recueillie en deux volumes fin 2008 par la maison d'édition Seirin Kōgeisha. La maison d'édition française Cornélius en a publié la version française en 2011.
Cette bande dessinée de plus de 800 pages évoque la vie de l'auteur de ses débuts difficiles en 1945 aux années 1960 et l'essor du gekiga du point de vue de Tatsumi. Considérée comme l'ultime chef-d'œuvre de l'auteur, cette œuvre autobiographique a nécessité plus de onze ans de travail et constitue un témoignage exceptionnel sur la naissance du mouvement gekiga et le Japon d'après-guerre.

## Genèse et création
Une vie dans les marges a été initiée en 1994 à la demande de Furukawa Masuzo, directeur de la chaîne de librairies Mandarake. L'œuvre couvre une période de quinze années, d'août 1945 à juin 1960, durant laquelle Tatsumi met en scène son alter ego Hiroshi Katsumi.
L'autobiographie retrace les difficultés de l'auteur dans le Japon d'après-guerre, notamment les problèmes financiers de sa famille, l'échec du mariage de ses parents, la jalousie et la mauvaise santé de son frère, ainsi que les défis du marché hautement concurrentiel du manga dans la première moitié du XXe siècle.

## Résumé
Yoshihiro Tatsumi est né à Osaka en 1935. Il s'intéresse à la bande dessinée très jeune et, profitant du fait qu'il est originaire de la même ville qu'Osamu Tezuka, il trouve conseil auprès du Maître qui l'encourage à se lancer. À l'âge de 14 ans, Tatsumi rencontre Tezuka qui habitait alors Osaka et qui lui prodigue des conseils déterminants pour sa carrière.
Dans les années 1950, lassé des productions infantiles et commerciales proposées par les éditeurs d'alors, il invente le terme gekiga, qui servira à définir un style de bande dessinée plus adulte, et fonde un atelier avec six autres artistes pour mettre en pratique cette nouvelle approche narrative.
Le gekiga, qui privilégie le réalisme et la dimension psychologique des personnages, révolutionnera le manga et l'influencera durablement, ouvrant de nouvelles perspectives à une génération d'auteurs. Ce mouvement se développe en parallèle du marché des kashihon (bibliothèques de location), permettant aux jeunes artistes de publier des œuvres destinées à un public plus mature.
Durant cette période, et jusque les années 1980, les histoires de Tatsumi seront publiées sous la forme de feuilleton dans de nombreux magazines. En France, c'est grâce à la revue Le cri qui tue que les lecteurs pourront découvrir quelques-unes de ses nouvelles à la fin des années 1970.

## L'atelier du gekiga
En 1959, Tatsumi crée l'« atelier du gekiga » (gekiga kōbō) avec six autres artistes : Shōichi Sakurai, Fumiyasu Ishikawa, Masahiko Matsumoto, Kei Motomitsu, Susumu Yamamori, Masaaki Satō et Takao Saitō. Cette collaboration, bien qu'elle ne dure qu'une année, pose les fondements du mouvement gekiga avec un manifeste envoyé à 150 éditeurs, journaux et mangakas, y compris à Osamu Tezuka lui-même.

## Relation avec Osamu Tezuka
La relation entre Tatsumi et Tezuka constitue un élément central du récit. Si Tezuka encourage initialement le jeune Tatsumi, il désapprouve par la suite la démarche artistique du gekiga, qu'il perçoit comme une remise en cause de son approche. Ce n'est qu'à la fin des années 1960, face au succès du gekiga et au déclin de sa propre popularité, que Tezuka se tournera vers des œuvres plus adultes et créera en 1967 le magazine COM pour rivaliser avec Garo.

## Influences
Le réalisateur Eric Khoo s'est inspiré de ce manga et d'autres histoires de Tatsumi pour son film d'animation Tatsumi, sorti en 2011. Ce long métrage d'animation singapourien alterne entre les souvenirs autobiographiques de Tatsumi et l'adaptation de cinq de ses nouvelles : « L'Enfer », « Monkey mon amour », « Juste un homme », « Occupé » et « Good bye ». Le film a été présenté en avant-première mondiale au Festival de Cannes le 17 mai 2011 et est sorti en France le 1er février 2012.

## Réception critique
L'œuvre a été saluée comme oscillant entre les autobiographies de Will Eisner et de Marjane Satrapi, constituant à la fois un document historique précieux sur l'évolution du manga et une introspection personnelle remarquable. Elle offre un témoignage unique sur les conditions de travail des mangakas et leurs relations avec les éditeurs dans le Japon d'après-guerre.

## Prix et récompenses
- 2009 : Grand Prix culturel Osamu Tezuka
- 2010 : Prix Eisner du meilleur album inspiré de la réalité ; de la meilleure édition américaine d'une œuvre internationale (Asie)
- 2012 : Prix regards sur le monde du festival d'Angoulême[1]
- 2012 : Prix Asie de l'ACBD

Yoshihiro Tatsumi est aujourd'hui considéré comme l'un des grands maîtres du manga et ses bandes dessinées sont traduites et récompensées dans de nombreux pays.